# 德化隆
德化隆（英語：Joseph Julian Oste；1893年3月28日—1971年1月19日；聖名：若瑟）是天主教比利時籍主教及聖母聖心會會士。曾任中國東北熱河教區主教（1948年-1971年）。

## 生平
1893年3月28日，德化隆出生于比利时東佛蘭德省的城市澤勒。1912年9月8日，19岁时进入圣母圣心会修道。但是，因第一次世界大戰而中斷學習，且於1916年2月至1918年11月期間擔任醫護人員。1920年11月21日，德化隆在127岁時於比利时晋铎。次年被派遣到中國東北，在當地學習中文后前往热河宗座代牧区传教。
1947年6月東北人民解放軍攻佔淩源，南阜民主教與大部分神職人員逃往北平，在北平西城區東廊下20號設立熱河教區駐京辦事處。1948年1月9日，南阜民主教獲准辭任熱河教區主教。同年4月9日，德化隆在55歲時獲時任教宗庇護十二世任命為熱河教區主教。同年10月28日，在北平由熱河教區榮休主教南阜民主禮晉牧及接任。但是，德化隆主教因為國共內戰而一直未能回到熱河省到任，卻只能留在北平會院留居五年。
1949年10月1日，中國共產黨在中國大陸地區建立中華人民共和國，並開始針對天主教進行宗教迫害及打壓，教會已經無法正常功能。1953年12月，德化隆主教因組織祈禱信徒團體聖母軍而被控從事反革命活動被捕及遭到驅逐，搭乘美人郵輪從天津前往英屬香港。其後，其他外籍傳教士先後被捕，並被中國政府驅逐出境。1954年，熱河教區駐京辦事處被迫關閉。热河教区由师化愚神父出任代理主教，但在1958年师神父在熱河省滦平县周营子劳改營中病逝。
此後，德化隆主教一直在香港居留協助傳教及服務，直至1970年因病返回比利時醫治。1971年1月19日，德化隆主教因患血癌在比利时東佛蘭德省澤勒去世，享年76歲，享年77岁。